# Royal Canin

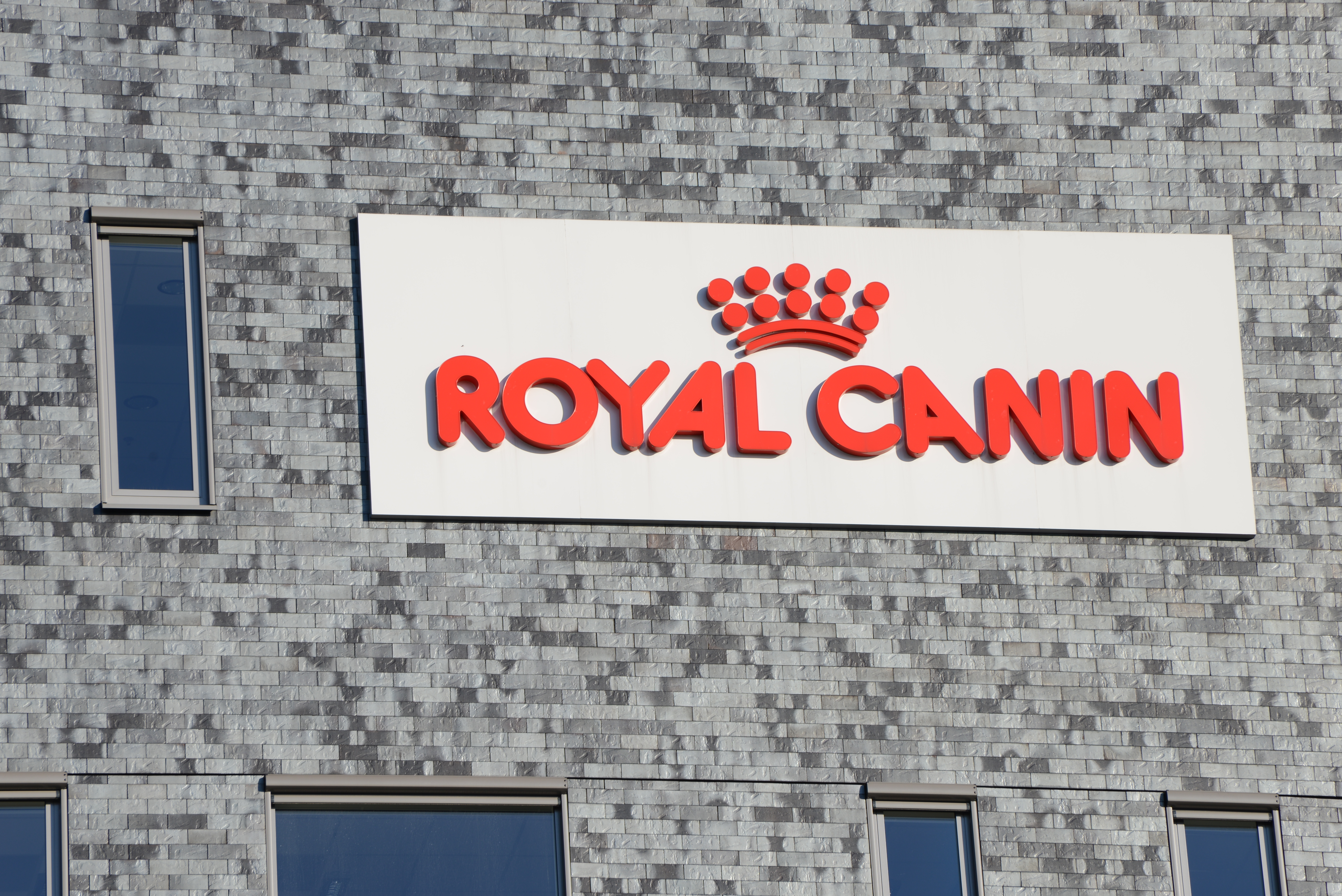
Logo Royal Canin na budynku biurowym w Veghel, Holandia

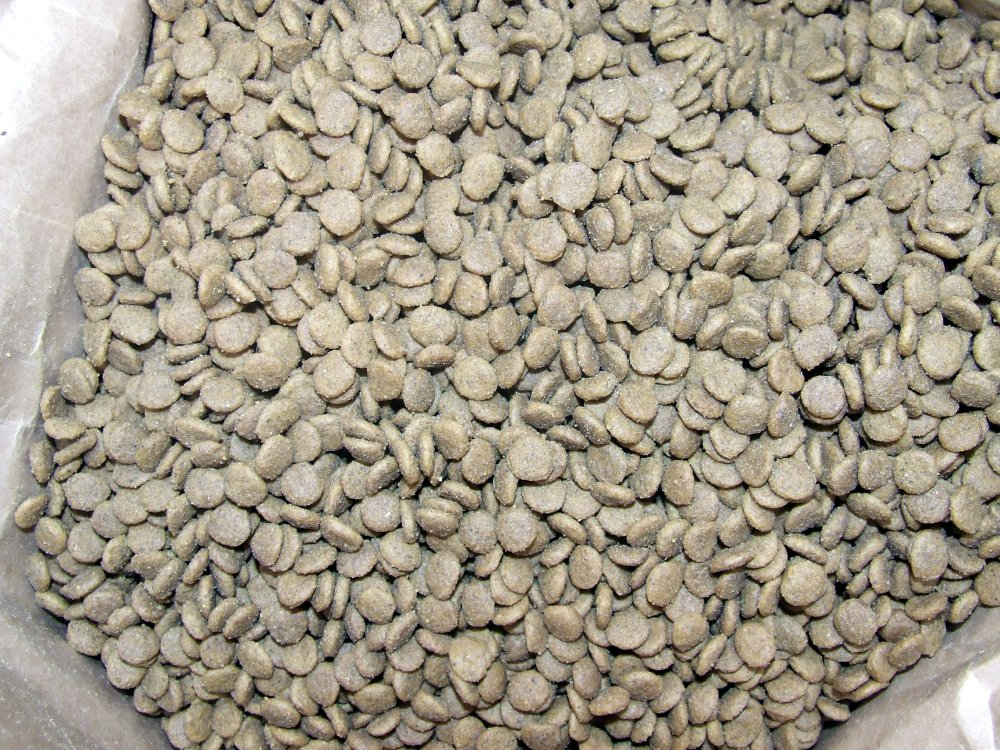
Karma dla psów Royal Canin w wersji Medium Junior

Royal Canin SAS – francuska firma zajmująca się produkcją karm dla psów i kotów. Założona w 1968 roku przez lekarza weterynarii dr. Jeana Cathary. Główna siedziba spółki znajduje się obecnie w południowej Francji, w miejscowości Aimargues, w departamencie Gard, w regionie Oksytania.
Od 2002 roku należy do amerykańskiego koncernu Mars, Incorporated, właściciela takich marek karm dla zwierząt jak Whiskas i Pedigree. Poprzez spółki córki grupa Royal Canin obecna jest w prawie 100 krajach na całym świecie.

## Historia

### Początki marki Royal Canin
Dr Jean Cathary, który pracował jako weterynarz w Aimargues, w połowie lat 60. XX wieku zainteresował się rosnącą liczbą przypadków psów z poważnymi problemami skórnymi i innymi schorzeniami, które nawracały pomimo leczenia. Doszedł do wniosku, że choroby te są wynikiem niewłaściwego odżywiania wynikającego z nawyku karmienia zwierząt resztkami ludzkiego pożywienia. Aby skutecznie leczyć swoich pacjentów, zdecydował się opracować własną recepturę karmy dla zwierząt, opartą na zbożach oraz precyzyjnie dobranych składnikach, takich jak witaminy i pierwiastki śladowe. Choć pracował w warunkach domowych, jego rozwiązanie okazało się skuteczne i dawało widoczne efekty w postaci poprawy stanu skóry i jakości sierści u psów. W ten sposób Cathary stworzył swoją pierwszą karmę, której w 1967 roku nadał nazwę Royal Canin. Rok później zrezygnował z praktyki weterynaryjnej, otworzył firmę i skupił się na produkcji oraz dystrybucji produktów wśród hodowców i innych weterynarzy.

### Kalendarium[2][4][5]
- 1968 – założenie Royal Canin,
- 1970 – przekształcenie Royal Canin w spółkę akcyjną, otwarcie zakładu produkcyjnego w Aimargues,
- 1970 – 1972 – rozwój centrów dystrybucji we Francji oraz początki sprzedaży w innych krajach europejskich, otwarcie spółki w Hiszpanii,
- 1972 – Cathary sprzedał Royal Canin gigantowi paszowemu Guyomarc’h, w celu pozyskania partnera branżowego oraz środków finansowych na dalszy rozwój,
- 1973 – otwarcie centrum badawczego w Saint-Nolff w Brytanii, w zachodniej Francji,
- 1974 – 1979 – otwarcie fabryki w Cambrai w Hauts-de-France, w północnej Francji, otwarcie spółek w Belgii i Niemczech,
- 1980 – wprowadzenie AGR, pierwszej specjalistycznej karmy dla szczeniąt ras dużych, która była unikatowym produktem na rynku przez kolejnych 17 lat,
- 1980 – 1982 – otwarcie spółek w Danii, Szwecji i Włoszech,
- 1987 – 1988 – ekspansja na rynek amerykański: po przejęciu producenta karmy Piasa oraz firmy Wayne Pet Foods, utworzenie spółki Pet Foods Plus Inc. i centrum badawczego w Missouri, w USA,
- 1990 – otwarcie spółki i uruchomienie nowej fabryki w Sao Paolo, w Brazylii,
- 1990 – zakup grupy Guyomarc’h przez bank Paribas,
- 1994 – podział Guyomarc’h na 4 niezależne firmy, w tym Royal Canin,
- 1997 – wprowadzenie Royal Canin na francuską giełdę papierów wartościowych, zakup firmy Lawler w Argentynie, uruchomienie nowej fabryki,
- 1999 – wprowadzenie karmy PERSIAN 30, pierwszego produktu dedykowanego dla wybranej rasy kotów,
- 1999 – 2000 – zakup Crown Pet Foods Ltd. oraz marki James Wellbeloved w Wielkiej Brytanii,
- 2000 – zmiana nazwy spółki w USA z Pet Foods Plus Inc. na Royal Canin USA Inc.,
- 2002 – wykupienie Royal Canin przez amerykański koncern Mars, Incorporated,
- 2002 – wprowadzenie karmy Mini Yorkshire, pierwszego produktu dedykowanego dla wybranej rasy psów,
- 2003 – nawiązanie współpracy z centrum badawczym Waltham,
- 2012 – wprowadzenie diety weterynaryjnej Anallergenic, pierwszej karmy hipoalergicznej dla psów z najcięższymi objawami alergii,
- 2015 – wprowadzenie diet Multifunction, pierwszego rozwiązania żywieniowego dla psów i kotów przeznaczonego do wspomagania leczenia kilku różnych schorzeń za pomocą jednej karmy.

## Royal Canin w Polsce

### Royal Canin Polska
W Polsce grupa Royal Canin obecna jest od 2001 roku, kiedy to została zarejestrowana spółka Royal Canin Polska sp. z o.o. należąca do Royal Canin SAS. Pierwotnie spółka zajmowała się jedynie dystrybucją karm, a jej siedziba znajdowała się w Krakowie. W 2005 roku podjęto decyzję o ulokowaniu nowego zakładu produkcyjnego karm suchych w Niepołomickiej Strefie Inwestycyjnej, którego budowa rozpoczęła się w roku 2006. W grudniu 2007 roku siedziba spółki została przeniesiona do Niepołomic, a w roku 2008 rozpoczęto produkcję karm. Po 10 latach funkcjonowania zakładu osiągnął on poziom produkcji ok. 135 tys. ton karmy rocznie, która jest sprzedawana do 23 krajów, w Europie i Azji.

### Royal Canin Dystrybucja
W 2010 roku została ponadto utworzona spółka Royal Canin Dystrybucja sp. z o.o. z siedzibą w Niepołomicach, której większościowym udziałowcem jest Royal Canin USA, Inc. Zajmuje się ona dystrybucją karm wytwarzanych przez Royal Canin Polska oraz inne fabryki grupy Royal Canin.

### Kara UOKIK
W 2011 roku Prezes UOKIK wszczęła postępowanie przeciwko Royal Canin Polska sp. z o.o. i pięciu dystrybutorom jej produktów o zawarcie nielegalnego porozumienia. Zarzuty Urzędu dotyczyły wprowadzenia w roku 2010 ograniczeń w sprzedaży karm z linii Veterinary Diet, tak by można je było kupić jedynie za pośrednictwem gabinetów weterynaryjnych, co ograniczało konkurencję i prowadziło do istotnego wzrostu cen końcowych płaconych przez konsumentów. Postępowanie zakończyło się w grudniu 2013 roku nałożeniem kar pieniężnych na członków porozumienia, w tym kary w wysokości prawie 2,1 mln zł na Royal Canin, która uznana została za inicjatora tych działań. Po odwołaniu się ukaranych podmiotów od decyzji UOKIK stanowisko Urzędu podtrzymał sąd okręgowy w roku 2015 oraz finalnie sąd apelacyjny w roku 2017, przy czym ostateczna wysokość kar została zmniejszona o 20% (dla Royal Canin do 1,6 mln zł).